# IsiXhosa

Anteil der isiXhosasprecher in Südafrika (2011)

Dichte der isiXhosasprecher in Südafrika (2011)

isiXhosa ᵏǁʰôːsa (anhörenⓘ), deutsche Aussprache: [iziˈkoːza], vereinfachend Xhosa genannt (isi- ist ein in Bantusprachen für Nomina obligatorisches Singularpräfix), ist die Sprache der Xhosa und eine der elf Amtssprachen in der Republik Südafrika, außerdem wird sie auch in Botswana und Lesotho gesprochen.
Sie wird von etwa 19 Millionen Menschen gesprochen. Nach isiZulu ist sie die zweitmeistgesprochene Sprache in Südafrika und wird von mehr als acht Millionen Menschen als Erstsprache genutzt. Zudem wird sie von weiteren 11 Millionen Menschen (Stand 2002) als Zweitsprache gesprochen.
Charakteristisch sind besonders die Schnalzlaute; auch der Name Xhosa beginnt mit einem Schnalzlaut. Er wird im internationalen phonetischen Alphabet wie folgt geschrieben: [ǁʰosa].
isiXhosa ist eine agglutinierende Sprache mit Nominalklassensystem und südöstliche Bantusprache der Nguni-Untergruppe, ein Teil des Vokabulars kommt jedoch aus den Khoisansprachen. Sie ist eng verwandt mit isiZulu, der Sprache der Zulu.

## Geschichte
Der Name Xhosa kommt von einem legendären Häuptling. Die ethnische Gruppe, die isiXhosa spricht, bezeichnet sich selbst als die amaXhosa. Fast alle Sprachen mit Schnalzlauten sind Khoisan-Sprachen und das Vorhandensein dieser Schnalzlaute zeigt die engen historischen Verbindungen mit den Khoisan-Nachbarsprachen.

## Geographische Ausbreitung
Die Sprache stellt den südwestlichsten Teil der Familie der Nguni, einer Unterfamilie der Bantusprachen, dar. Die meisten Muttersprachler leben in der Ostkapprovinz, es gibt aber auch in zunehmendem Maße Sprecher in der Provinz Westkap, darunter auch in Kapstadt.

## Dialekte
isiXhosa ist eng mit den anderen Ngunisprachen verwandt. Deren Sprecher verstehen oft auch die andere Sprache, etwa isiZulu oder Siswati. Darüber hinaus hat isiXhosa mehrere Dialekte. Zwischen Experten ist die Grenzziehung zwischen den einzelnen Dialekten umstritten. Eine Kategorisierung lautet: Xhosa, Ngqika, Gcaleka, Mfengu, Thembu, Bomvana, Mpondomise.

## Phonetik und Phonologie
isiXhosa hat eine einfache Struktur der Vokale, ist aber reich an ungewöhnlichen Konsonanten. Zusätzlich zu den mit Hilfe des Lungenstroms geformten Konsonanten verfügt es über drei Arten von Schnalzlauten. Der erste ist der dentale Schnalzlaut, der durch ein Andrücken der Zunge an die Schneidezähne gebildet wird. Der entstehende Laut ist vergleichbar dem „ts ts ts“, das etwa zum Tadeln verwandt wird. Der zweite Schnalzlaut ist der laterale, erzeugt durch die Zunge an den Seiten des Mundes. Es ergibt sich ein Schnalzlaut, wie er etwa zum Rufen von Pferden verwandt wird. Der dritte heißt postalveolarer Schnalzlaut und wird durch das Andrücke der Zunge gegen den Gaumen gebildet. Jeder Schnalzlaut kommt in sechs Spielarten vor. Außerdem ist Xhosa eine Tonsprache, das heißt, die Tonhöhe, in der ein Wort gesprochen wird, ist bedeutungsunterscheidend. Es gibt zwei Töne, hoch und niedrig.

### Vokale
Xhosa hat ein System von zehn Vokalen: [a], [ɛ], [i], [ɔ] und [u], die jeweils lang oder kurz sein können. Sie werden a, e, i, o und u geschrieben.

### Konsonanten
In der folgenden Tabelle sind die Konsonantenphoneme aufgelistet. Links steht jeweils der Lautwert in IPA, rechts die Schreibweise in normaler Rechtschreibung.
|               |                      | labial  | Dental / alveolar | Dental / alveolar | postalveolar / palatal | velar    | glottal |
| Zentral       | lateral              | labial  |                   |                   | postalveolar / palatal | velar    | glottal |
| Schnalzlaute  | einfach              |         | [kǀ] c            | [kǁ] x            | [kǃ] q                 |          |         |
| Schnalzlaute  | aspiriert            |         | [kǀʰ] ch          | [kǁʰ] xh          | [kǃʰ] qh               |          |         |
| Schnalzlaute  | breathy voice        |         | [ɡǀʱ] gc          | [ɡǁʱ] gx          | [ɡǃʱ] gq               |          |         |
| Schnalzlaute  | nasal                |         | [ŋǀ] nc           | [ŋǁ] nx           | [ŋǃ] nq                |          |         |
| Schnalzlaute  | breathy voice, nasal |         | [ŋǀʱ] ngc         | [ŋǁʱ] ngx         | [ŋǃʱ] ngq              |          |         |
| Plosive       | ejektiv              | [p’] p  | [t’] t            |                   | [tʲ’] ty               | [k’] k   |         |
| Plosive       | aspiriert            | [pʰ] ph | [tʰ] th           |                   | [tʲʰ] tyh              | [kʰ] kh  |         |
| Plosive       | breathy voice        | [bʱ] bh | [dʱ] d            |                   | [dʲʱ] dy               | [ɡʱ] g   |         |
| Plosive       | implosiv             | [ɓ] b   |                   |                   |                        |          |         |
| Affrikaten    | ejektiv              |         | [ʦ’] ts           |                   | [ʧ’] tsh               | [kx’] kr |         |
| Affrikaten    | aspiriert            |         | [ʦʰ] ths          |                   | [ʧʰ] thsh              |          |         |
| Affrikaten    | breathy voice        |         |                   |                   | [ʤʱ] j                 |          |         |
| Frikative     | stimmlos             | [f] f   | [s] s             | [ɬ] hl            | [ʃ] sh                 | [x] rh   | [h] h   |
| Frikative     | breathy voice        | [v̤] v   | [z̤] z             | [ɮ̈] dl            |                        | [ɣ̈] gr   | [ɦ̤] hh  |
| Nasale        | stimmhaft            | [m] m   | [n] n             |                   | [nʲ] ny                | [ŋ] n’   |         |
| Nasale        | breathy voice        | [m̤] mh  | [n̤] nh            |                   | [n̤ʲ] nyh               |          |         |
| Approximanten | stimmhaft            |         |                   | [l] l             | [j] y                  | [w] w    |         |
| Approximanten | breathy voice        |         |                   | [l̤] lh            | [j̈] yh                 | [w̤] wh   |         |

In Lehnwörtern kommen weitere Konsonanten vor: [r] und [r̤] werden r geschrieben; [ʒ] und [ʒ̈] werden zh geschrieben; [ʣ] und [ʣ̤] werden dz geschrieben; [ŋ̈] wird ngh geschrieben.
Die Schnalzlaute, Plosive und Affrikate mit breathy voice werden eigentlich selbst mit normaler Phonation gesprochen, doch der folgende Vokal wird gehaucht. Beispiel: da [da̤].
Die Schreibweise tsh kann außer für [ʧ’] auch noch für [ʦʰ] und [ʧʰ] stehen. Der glottale Frikativ mit breathy voice [ɦ̤] wird manchmal h geschrieben.

### Klicklaute
Je nach Studie beinhalten 22 % bzw. 14,3 % aller Wörter im isiZulu mindestens einen Klicklaut, sowie 26,8 % bzw. 16,7 % aller Wörter im isiXhosa.
| Klick | IPA-Zeichen | Aussprache |
| ----- | ----------- | --- |
| c     | ǀ           | Zungenspitze an die Rückseite der oberen Schneidezähne legen und unter Bildung eines Unterdrucks schnell zurückziehen. So als wolle man jemanden ermahnen oder tadeln. |
| q     | ǃ           | Zunge an den Gaumen legen und nach unten schnellen lassen, ohne auf dem Boden aufzusetzen. Klingt wie ein knallender Sektkorken.                                       |
| x     | ǁ           | Zunge an den Gaumen legen und eine Seite nach unten ziehen. Als wolle man ein Pferd antreiben.                                                                         |
| ch    | ǀʰ          | aspiriertes c |
| qh    | ǃʰ          | aspiriertes q |
| xh    | ǁʰ          | aspiriertes x |
| gc    |             | ein g vor den Klicklauten wirkt sich in der Aussprache des folgenden Vokals aus, der rau und aspiriert gesprochen wird.                                                |
| gq    |             | siehe unter gc |
| gx    |             | siehe unter gc |
| nc    |             | nasales c |
| nq    |             | nasales q |
| nx    |             | nasales x |
| ngc   |             | ng (ŋ) und c gleichzeitig. |
| ngq   |             | ng (ŋ) und q gleichzeitig. |
| ngx   |             | ng (ŋ) und x gleichzeitig. |

## Grammatik
isiXhosa ist eine agglutinierende Sprache, (vom lat. agglutinare „zusammenkleben“), Suffixe und Präfixe werden zu den Wortstämmen gefügt und enthalten grammatische Informationen.
Außerdem hat isiXhosa ein Klassen- oder Genussystem wie alle Bantusprachen, mit viel mehr Kategorien als männlich, weiblich, sächlich, wie im Indoeuropäischen gebräuchlich. Es gibt Klassen für Wortgruppen, beispielsweise für Menschen, Verwandte, Tiere, Pflanzen, Gegenstände und abstrakte Konzepte.

### Nominalklassen
Wie alle Bantusprachen teilt das isiXhosa alle Nomen in Nominalklassen ein. Das ursprüngliche System hatte 22 Klassen (wobei Klassen für Nomen im Singular und Plural jeweils als eigene Klasse gezählt werden), von denen jede Bantusprache mindestens zehn verwendet. Im isiXhosa gibt es, wie auch im verwandten isiZulu und im Swahili, fünfzehn Nominalklassen.
Die gebräuchlichsten Substantive leiten sich aus dem Anhängen dieser morphologischen Klassenpräfixe an Verbstämme ab. Die Klassen 1 bis 10 sind Paare aus Singular und Plural; wobei die ungeraden Klassen singulär sind, gefolgt von ihrem Pluralkomplement (d. h. die nächste gerade nummerierte Klasse).

## Alphabet
Benutzt wird das lateinische Alphabet. Europäische Missionare führten es ein, als sie begannen, die Bibel zu übersetzen. 1833 wurden erste Teile der Bibel in isiXhosa veröffentlicht, 1846 das gesamte Neue Testament und schließlich 1859 eine vollständige Ausgabe der Bibel. Klicklaute (Schnalzlaute) werden nicht mit speziellen Klicklautbuchstaben, sondern mit c für den dentalen, x für den lateralen und q für den postalveolaren Schnalzlaut geschrieben.

## Textbeispiele
| isiXhosa | Deutsch |
| --- | --- |
| Bonke abantu bazalwa bekhululekile belingana ngesidima nangokweemfanelo. Bonke abantu banesiphiwo sesazela nesizathu sokwenza isenzo ongathanda ukuba senziwe kumzalwane wakho. | Alle Menschen sind frei und gleich an Würde und Rechten geboren. Sie sind mit Vernunft und Gewissen begabt und sollen einander im Geist der Brüderlichkeit begegnen. |
| Iinkonzo zeLwimi zeSizwe zinyusa izinga kwaye zikwanika uncedo lonxibelelwano kwiilwimi. Ukugcina iimfuneko zolwimi zoMgaqo Siseko I-NLS ilawula ukungafani kweelwimi zoluntu kwaye inoxanduva lokusebenza ngokumandla zonke iilwimi zabantu bethu ngokuthi ibeke amanyathelo enkqubo yeziphumo ezenziwayo ekunyuseni ukusetyenziswa kwezi lwimi, kwakunye nezo lwimi zingakhathalelwanga ngokwembali. | Der Nationale Sprachendienst (NLS) fördert und erleichtert die Kommunikation zwischen verschiedenen Sprachen. Gemäß der Sprachvorschriften der Verfassung ist der NLS für die sprachliche Vielfalt unserer Gesellschaft und die Nutzbarmachung aller Sprachen unserer Bevölkerung verantwortlich, indem er politische Maßnahmen zur Förderung dieser Sprachen in die Praxis umsetzt, darunter auch die Sprachen, die in der Vergangenheit vernachlässigt wurden. |

## Bekanntheit
- Zu den ersten Linguisten, die die Sprache wissenschaftlich erforschten, gehörte Archibald Campbell Jordan (1906–1968).
- Die südafrikanische Sängerin Miriam Makeba sang 1967 ihren größten Hit Pata Pata in ihrer Muttersprache isiXhosa.
- Der in isiXhosa gesungene und gesprochene Spielfilm U-Carmen wurde auf der Berlinale 2005 mit dem Goldenen Bären ausgezeichnet.
- Das Debian-Derivat Ubuntu ist mit einem Wort aus der Sprache der Xhosa und Zulu benannt. Der Gründer und Hauptsponsor dieses Softwareprojektes ist der Südafrikaner Mark Shuttleworth.